# Епнел
Епнел (фр. Espenel) насеље је и општина у источној Француској у региону Рона-Алпи, у департману Дром која припада префектури Ди.
По подацима из 2011. године у општини је живело 127 становника, а густина насељености је износила 8,43 становника/km². Општина се простире на површини од 15,06 km². Налази се на средњој надморској висини од 291 метар (максималној 1.190 m, а минималној 265 m).

## Демографија
| 1962. | 1968. | 1975. | 1982. | 1990. | 1999. | 2011. |
| ----- | ----- | ----- | ----- | ----- | ----- | ----- |
| 99    | 108   | 92    | 96    | 112   | 119   | 127   |

График промене броја становника у току последњих година